# پس‌مزه

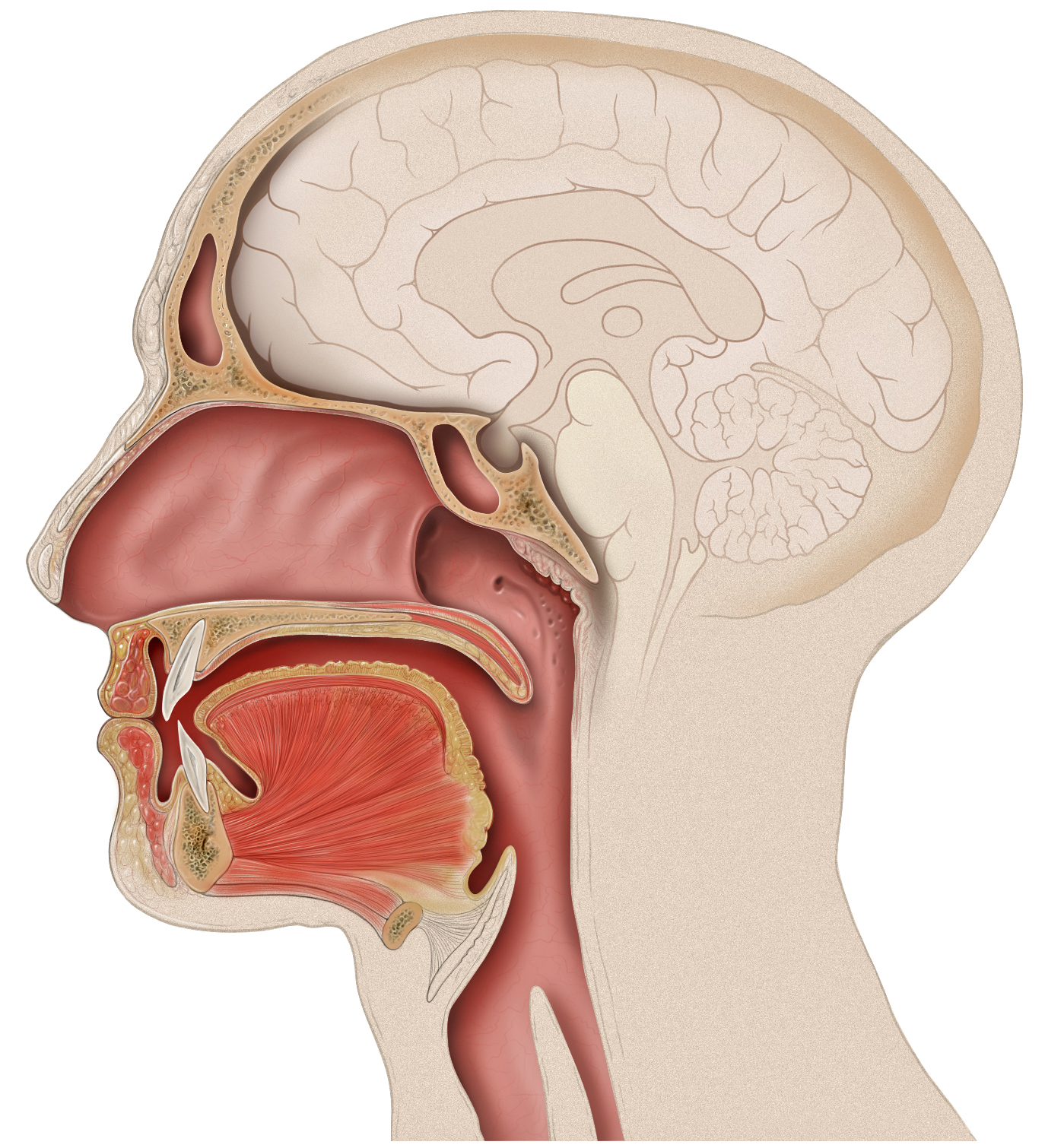
آناتومی دهان

پس‌مزه (انگلیسی: Aftertaste) مزهٔ یک غذا یا نوشیدنی، بلافاصله پس از حذف آن از دهان است. شدت این طعم و مدت زمانی که فرد آن را پس از خوردن غذا یا نوشیدنی احساس می‌کند بسیار متفاوت است، اما مشخصهٔ مشترک و همیشگی‌اش آن است که پس‌مزه، پس از قورت دادن یا بیرون آوردن آنها از دهان احساس می‌شود.
مکانیسم‌های ادراک «مزه» و «پس‌مزه» در اثر ترارسانی پیام از گیرنده‌های چشایی تا مغز هنوز به‌طور کامل شناخته نشده‌است؛ اما به‌نظر می‌رسد که ناحیهٔ اولیهٔ چشایی در اینسولار مغز، در درک پس‌مزه هم نقش داشته باشد.
ویژگی‌های پس‌مزه عبارتند از:
- کیفیت: طعم واقعی را بیان می‌کند. مثل شیرین، ترش، شور، تلخ، اومامی، بی‌طعم. به منظور توصیف «کیفیت» و «شدت» یک طعم، به‌خصوص جهت استفاده در پژوهش‌های علمی، تلاش شده تا برای توصیف آنها، استانداردسازی صورت گیرد.[۳]
- شدت: اندازه یا شدت یک طعم را بیان می‌کند. از آنجایی که توصیف «شدت» یک طعم، از فردی به فرد دیگر متفاوت است، از انواع خاصی از مقیاس بورگ جهت اندازه‌گیری شدت مزهٔ یک غذا یا نوشیدنی استفاده می‌شود[۱][۳][۴] که از صفر (طعم بسیار ضعیف) تا ۱۰ (شدت بسیار زیاد یک طعم) درجه‌بندی شده‌است.
- مدت‌زمان: مدت زمان استمرارِ طعم در دهان است.

## مواد غذایی با پس‌مزهٔ متمایز

### شیرین‌کننده‌های مصنوعی
برخی شیرین‌کننده‌های کم‌کالری همچون ساخارین و اسسولفام پتاسیم به‌خاطر پس‌مزهٔ تلخ‌شان، شناخته‌شده هستند. اخیراً ماده‌ای به‌نام «GIV3727» ساخته‌اند که اجازه نمی‌دهد این شیرین‌کننده، گیرنده‌های تلخی را تحریک کنند.

### شراب
در صنایع شراب‌سازی، پس‌مزهٔ شراب یکی از مراحل مهم ارزیابی آن و یکی از فاکتورهای تعیین‌کنندهٔ کیفیت شراب است. طعم شراب‌های باکیفیت به مدت طولانی‌تری در دهان می‌ماند و با یک رایحهٔ خوشایند همراه است.